# Charchigné
Charchigné – miejscowość i gmina we Francji, w regionie Kraj Loary, w departamencie Mayenne.
Według danych na rok 1990 gminę zamieszkiwały 363 osoby, a gęstość zaludnienia wynosiła 24 osób/km² (wśród 1504 gmin Kraju Loary Charchigné plasuje się na 937. miejscu pod względem liczby ludności, natomiast pod względem powierzchni na miejscu 771.).